# Endopeptidasa
Las endopeptidasas (EC 3.4.11.-) son una familia de enzimas proteoliticas o peptidasas que desdoblan los enlaces péptidicos situados en el centro de una molécula proteica, dividiendo por lo tanto la proteína o polipeptido en 2 fragmentos de aproximadamente el mismo tamaño, en cambio las exopeptidasas liberan el aminoácido terminal de una cadena polipeptídica. Ejemplos de endopeptidasas son: 
- Tripsina. Secretada por el páncreas para facilitar la digestión de los alimentos.
- Quimiotripsina. También producida por el páncreas.
- Elastasa. Liberada por los leucocitos polimorfonucleares en el pulmón.
- Termolisina. Es producida por la bacteria Bacillus thermoproteolyticus.
- Pepsina. Procede del pepsinógeno liberado por las células principales del estómago.[1][2]